# Taizé – Europski ekumenski susret mladih u Zagrebu 2006.
Europski ekumenski susret mladih u Zagrebu koji organiziraju braća iz Taizéa održao se od 28. prosinca 2006. do 1. siječnja 2007. godine.
Europske susrete mladih organiziraju braća redovito u jednom europskom gradu svake godine u isto vrijeme pod nazivom "Hodočašće povjerenja na zemlji".
Preko trideset godina mnogi Hrvati su sudjelovali na susretima u Taizéu, u Burgundiji, u Francuskoj, i u tom duhu na kraju svake godine u europskom gradovima na "Hodočašćima povjerenja na zemlji". 

"Vrlo su uzbuđeni što je došao njihov red da požele dobrodošlicu u svojoj zemlji mladim ljudima iz cijele Europe," komentirao je jedan od Braće iz Taizéa koji je boravio u Zagrebu od jeseni.
U raznim župama diljem Hrvatske trajale su molitvene pripreme za taj susret na kojemu je bilo oko 40 000 mladih iz cijele Europe i šire.
Nakon Milana, Lisabona, Budimpešte, Pariza, Barcelone, Varšave; Zagreb se aktivno pripremao biti domaćinom ovog 29-tog Europskog susreta u organizaciji Zajednice iz Taizéa.  
Tijekom sastanka Ekumenskog koordinacijskog odbora crkava u Hrvatskoj (EKOCUH) 12. listopada, sve su Crkve izrazile želju sudjelovati na Europskom susretu i ugostiti mlade. Brat Richard, koordinator priprema, bio je ganut podrškom koju su Crkve i crkvene vođe pružile Susretu. 
Sami sudionici bili su katolici, protestanti i pravoslavci iz svih zemalja istočne i zapadne Europe, koje su ugostili obitelji iz Zagreba, Karlovca, Siska, Križevaca i ostalih okolnih mjesta. Svi sudionici su svaki dan oko podne stizali u Zagreb na cjelodnevni program na Velesajmu i okolnim crkvama. Tamo su isto dobivali i tople obroke. Molitve su se održavale dvaput dnevno u nekoliko velesajamskih dvorana na koje su mogli doći svi zainteresirani. Grad Zagreb je ponudio tih dana sudionicima besplatan gradski prijevoz. 
Prošle se godine (2005.), na 28. Europskom susretu, u Milanu okupilo 50 tisuća mladih.
Pripremajući se za Zagreb, braća iz Taizéa proputovala su mnoge europske države ove jeseni. U Njemačkoj, tijekom cijelog studenoga, stotine "noći svjetla" doveli su tisuće mladih u mnoge njemačke gradove. Ostala braća su posjetila Ukrajinu, Bugarsku, Poljsku, Srbiju, Bosnu, Italiju i mnoge francuske gradove.
Televizijski prijenos Mise sa Zajednicom iz Taizéa i tisućama mladih u zagrebačkoj katedrali bio je emitiran 31. prosinca 2006. u 11 sati.
Misu je predvodio zagrebački nadbiskup kardinal Josip Bozanić, a sudjelovalo je pedesetak braće iz Taizéa te tisuće mladih. Pjevale su se pjesme iz Taizéa, a misa je bila dvojezična, na hrvatskome i francuskome. Mogli su je pratiti gledatelji ne samo u Francuskoj nego i u Belgiji, Švicarskoj, Portugalu, čak i u Kanadi.
Mjesto sljedećeg Europskog susreta mladih je najavljeno 30. prosinca na večernjoj molitvi na Velesajmu. Zbit će se u Ženevi.

## Kardinal Josip Bozanić i susret u Zagrebu
Nadbiskup zagrebački, kardinal Josip Bozanić, pozvao je Zajednicu iz Taizéa (koju je 1940. u Francuskoj utemeljio brat Roger) da ovaj Susret organizira u Hrvatskoj. 

"Inicijativa ovog Europskog susreta u Hrvatskoj" napisao je kardinal, "neka bude znak nade za naš narod i također za samu Europu."
Kardinal Bozanić ističe kako "već od početka ’70 -tih godina mladi iz Hrvatske dolaze u Taizé i sudjeluju na susretima. Došao je upravo čas da Zagreb, glavni grad Hrvatske, postane mjesto «Hodočašća povjerenja na zemlji» i da mladi i ostali vjernici grada Zagreba otvore svoje domove dajući gostoprimstvo mladim kršćanima koji će doći iz drugih zemalja Europe."

## Brat Alois, prior Taizéa o susretu u Zagrebu
"Došlo je vrijeme da poduzmemo nove korake gradeći budućnost mira, s mladim Hrvatima, njihovim susjedima i ostalim mladima iz čitave Europe,"
Brat Alois će govoriti svake večeri na Velesajmu u Zagrebu, koji će četiri dana biti pretvoren u veliko mjesto molitve. Brat će također objaviti otvoreno pismo mladima ovom prilikom. Zvat će se Pismo iz Kalkute. 

## Poruke poslane u Taizé u vezi Susreta u Zagrebu

### Papa Benedikt XVI.
Dragi mladi, Papa želi da svi vi okupljeni na susretu u Zagrebu, nastavljajući hodočašće povjerenja na zemlji, koje je započeo dragi brat Roger, postanete sve svjesniji važnosti bratstva među ljudima, kao i neophodne otvorenosti prema onima koji vas okružuju. Na taj ćete način, u obnovljenoj pozornosti prema drugima, dati svoj doprinos stvaranju bratskijih odnosa među ljudima, kako bi se na cijelom planetu zaista ostvarila ljudska obitelj u kojoj je svatko dobrodošao i voljen zbog sebe samog, priznat i poštovan kao dijete Božje. U ovoj zemlji, Hrvatskoj, koja je tijekom posljednjih godina bila obilježena sukobima, vi ste uvjerljiv znak nade i pokazujete da vi, mladi, želite novo čovječanstvo utemeljeno na priznavanju svake osobe, bez obzira na njezinu nacionalnost ili vjeru.
Kao kršćani, obilježeni jedinstvenim krštenjem po kojem smo svi zajedno postali sinovima i kćerima jednog istog Oca, pozvani ste pokazati da je evanđeoska poruka sveobuhvatna i da dotiče svakog čovjeka na njegovom životnom putu. Neka se vašim pogledom na drugoga, vašom pažnjom prema svakome, ostvari prisutnost Krista, koji vas poziva da ljubite i djelujete poput njega. Tako ćete biti istinski slobodni i živjeti po vašoj ljudskoj i kršćanskoj odgovornosti.
Povjeravajući vas zagovoru Djevice Marije, majke vjernika, njegova Svetost Benedikt XVI. od sveg vam srca podjeljuje srdačni apostolski blagoslov, kao i braći iz Taizéa, svima onima koji su organizirali ovo hodočašće, svim Pastirima i vjernicima koji su vas primili, te vašim obiteljima.

### Glavni tajnik Ujedinjenih naroda, g.Kofi Annan
Dragi prijatelji Taizéa i mladi iz cijelog svijeta, s velikim zadovoljstvom upućujem svima vama, sudionicima i organizatorima, svoje najtoplije pozdrave povodom ove nove postaje «hodočašća povjerenja na zemlji».
Prisutnost, godinu za godinom, tisuća i tisuća mladih iz cijelog svijeta na ovim europskim susretima najbolje pokazuje snagu poruke pomirenja i mira koju pronosi zajednica iz Taizéa. Ta je poruka jednako tako u srcu djelatnosti Organizacije Ujedinjenih naroda širom svijeta, jer bez obzira na naša uvjerenja, svi mi želimo živjeti u miru i svojoj djeci ostaviti svijet pomiren sa samim sobom.
U idućih ćete nekoliko dana razmišljati o izvorima vaše vjere i o vašem sudjelovanju u društvu. Poput ovog susreta, i vaša vjera mora biti zalog tolerancije i otvorenosti. Mir i suglasje među ljudima i civilizacijama zahtijeva stvaranje zajedničkih prostora za raspravu. Tražite te zajedničke prostore. Tražite mjesta za susret s onima koji su drugačijih uvjerenja. Kad svatko razmišlja u svojem kutu i zatvara se za razmišljanja drugih, umjesto da se približavamo boljem svijetu o kojem sanjamo, ovaj svijet u kojem živimo činimo još grubljim i nesigurnijim. Sve je očitije da su narodi svijeta prinuđeni stvarati jedinstvenu i relativno ujedinjenu zajednicu. Naša se društva sve više isprepliću. Kad vi, mladi, svojim sudjelovanjem pokazujete put na razini vaše zajednice, vaše države u otvorenom dijalogu zasnovanom na poštovanju različitih gledišta i na dostojanstvu i jednakosti svih ljudi, možda ćemo tada moći ostvariti taj ideal mira za cijeli planet.

### Patrijarh Bartolomejcarigradski
Dragi mladi kršćani, iz Carigrada, sjedišta Ekumenske patrijaršije, prizivamo na svakog od vas blagoslov Isusa Krista povodom Rođenja Gospodnjeg: neka u 2007. godini, primajući Duha Svetoga, svi mi budemo još potpunije ujedinjeni s Kristom.
Na poziv ljubljene Zajednice iz Taizéa s radošću vam šaljemo ovu poruku. Radujemo se zajedno s vama, jer živeći u društvu, koje je ponekad udaljeno od Gospodina, nastojite dobro ploviti prema Kraljevstvu nebeskom, vođeni Riječju Božjom koja vas može preobraziti. Vaše nas ponašanje podsjeća na riječi svetog Ivana: «Napisah vama, mladići, jer ste jaki i riječ Božja u vama ostaje i pobijedili ste Zloga.» (1 Ivan 2, 14).
A što se tiče teme susreta u Zagrebu, nadahnute Pismom ljubljenog brata Aloisa, ovo vam govorimo: da, sveobuhvatno jedinstvo ljudi nesumnjivo je, jer naše postojanje nosi znak Božjeg stvaranja. Ali, zbog jaza između naše volje i naših djela moramo se isto tako boriti za obnovu našeg unutarnjeg bića sredstvima koje nam je darovao Gospodin i koja se čuvaju u Crkvi: molitvom, izučavanjem Riječi Božje, sakramentalnim životom, prilagodbom cjelokupnog našeg života Evanđelju.
Uvjereni da ćete, duhovno obogaćeni, po povratku kućama obnoviti svoju vjernost Gospodinu i da ćete, po mjeri svojih mogućnosti, zračiti idealom Evanđelja u ovom našem svijetu, jamčimo vam naše molitve i blagoslove sa željom da postanete kao žive ikone, slike Krista, istinska djeca Trojedinog Boga, blagoslovljena, puna nade i ljubljena.

### Patrijarh Aleksij II.moskovski
Draga braćo i sestre, s radošću upućujem poruku ljubavi i mira svim sudionicima 29. susreta mladih u Zagrebu.
Vaše godišnje okupljanje naziva se «hodočašćem povjerenja na zemlji». Za vas mlade, kao i za sve, vrlo je važno gledati na život kao na hodočašće koje se odvija u povjerenju u Boga. Potrudimo se prisjetiti kratkoće zemaljskog puta. Svatko od nas može reći s Davidom, svetim psalmistom: «Ja sam došljak na zemlji, zapovijedi svoje nemoj od mene skrivati!» (Ps 119, 19) Svijest o tome da smo došljaci na zemlji sama po sebi uopće nije pesimistična niti izražava osjećaj beznađa.
Mi smo kršćani uvjereni: naš zemaljski put ne vodi u ništavilo, već prema novom i vječnom životu. Uvijek se trebamo prisjećati da usmjerenost samo prema novcu, uspjehu, udobnosti i zadovoljstvima oduzima životu njegov smisao. Taj se put čini privlačnim, ali neizbježno vodi u slijepu ulicu. Radije pozovite vaše vršnjake da svoj život povjere Bogu; samo on daje puninu i radost življenja.
Put prema Bogu nije lagan i zahtijeva žrtve i rad. No, samo je takav život dostojan ljudskog bića, čudesnog Božjeg stvorenja. Samo taj put vodi do Stvoritelja u kojem naša duša nalazi mir. I zbog tog istinskog mira vrijedi odložiti zemaljske brige i na se uzeti laki Kristov teret.
Neka ovaj susret u vama učvrsti odlučnost da vaš put bude istinsko hodočašće i neka vam pomogne da nađete dobre suputnike, te bude nagovještaj da je Bog s nama i da nam pomaže.

### Nadbiskup canterburyski, dr.Rowan Williams
Pišem pun nade i zahvalnosti kako bih svima vama poželio svaki blagoslov i ispunjenje za Europski susret mladih u Zagrebu. Tema «hodočašća povjerenja na zemlji» predstavlja jednu od najhitnijih potreba našeg vremena. Posvuda se čini da je naraslo nepovjerenje među vjerskim zajednicama i rasama odnosno nacijama, potpomognuto svima koji žive u strahu ili su zaljubljeni u vlast. U razvijenim društvima postoji dosta cinizma prema svim oblicima autoriteta i svakom idealu. Povjerenje nam je potrebno kao što nam je potreban svjež zrak. A našem svijetu sve više nedostaje daha i zraka zbog nepovjerenja, sumnji i beznađa.
Duh Božji, Božji Sveti Dah je ono što nam treba kako bismo jedni druge gledali u novom svjetlu i s povjerenjem. Molim za to da vaš susret bude prilika za novi udah – da nađete prostor u kojem ćete obnoviti svoju viziju i da nađete vremena sabrati odlučnost za posao koji vas čeka pri gradnji istinske ljudske zajednice, zajednice bez zidova u kojoj ćemo jedni drugima služiti i jedni druge hraniti usuđujući se vjerovati jedni drugima i vjerovati našem Stvoritelju i Spasitelju, našem Bogu koji nas vjerno ljubi.

## Poveznice
- Zajednica iz Taizéa

## Vanjske poveznice
- Službena stranica na hrvatskom jeziku
- Intervju s bratom Richardom o Susretu u Zagrebu (Glas koncila)  Arhivirana inačica izvorne stranice od 27. lipnja 2007. (Wayback Machine)